# Ceratinia onoma
Ceratinia onoma är en fjärilsart som beskrevs av Richard Haensch 1909. Ceratinia onoma ingår i släktet Ceratinia och familjen praktfjärilar. Inga underarter finns listade i Catalogue of Life.